# Pásztorgém
A pásztorgém (Bubulcus ibis) a madarak (Aves) osztályának a gödényalakúak (Pelecaniformes) rendjébe, ezen belül a gémfélék (Ardeidae) családjába és a gémformák (Ardeinae) alcsaládjába tartozó faj.
A Bubulcus madárnem egyetlen faja, bár egyes ornitológusok a keleti és a nyugati állományokat két külön, önálló fajként kezelik.

## Előfordulása
Dél-Európában, Afrikában, Madagaszkáron és Közép- és Dél-Ázsiában fészkel. Az utóbbi időben feltűnt az amerikai kontinensen, Óceániában és Ausztráliában is. Nem ragaszkodik annyira a vizes élőhelyhez, mint a többi gémféle, néha növényevők által látogatott hegységek közelében is megtelepszik.Hozzánk legközelebb a Duna-deltában költ. Magyarországon eddig főleg az alföldi területeken (Hortobágy, Kiskunság, Dél-Alföld) figyelték meg. Az észlelések száma az utóbbi évtizedben jelentősen megnőtt. A Hortobágyon 2011-ben már a költését is feltételezték.

## Alfajai
- Bubulcus ibis coromandus (Boddaert, 1783)
- Bubulcus ibis ibis (Linnaeus, 1758)
- Bubulcus ibis seychellarum (Salomonsen, 1934)

## Megjelenése
Testhossza 48–53 centiméter, szárnyfesztávolsága 90–96 centiméter, testtömege pedig 300–400 gramm.
Zömök testű, kurta nyakú, rövid, de erős csőrű, alacsony lábú madár. Tollazata hófehér, nászruhában a feje teteje, melle és háta hosszas rozsdavörös dísztollakkal. A szem világossárga, a kantár és szemsáv zöldessárga. A csőre narancsszínű, a lába vörössárga.

## Életmódja
A melegégövi tájakon növényevők hátáról szedegeti az élősködőket, míg fészkelőhelyein, rovart, békát, apróbb halakat eszik.
|  |  |

## Szaporodása
Más gémfajokkal nagy telepeket alkot. Fára építi csésze alakú fészkét, nád felhasználásával. Fészekalja 4-6 kékesfehér tojásból áll, melyen a pár felváltva kotlik 21-25 napig.
|  |  |

## Kárpát-medencei előfordulása
Magyarországon alkalmi vendég, legtöbbször június-augusztus hónapokban.

## Védettsége
Magyarországon védett, természetvédelmi értéke 25 000 forint.